# Bothropoma isseli
Bothropoma isseli is een slakkensoort uit de familie van de Colloniidae. De wetenschappelijke naam van de soort is voor het eerst geldig gepubliceerd in 1924 door Thiele.